# Resolutie 881 Veiligheidsraad Verenigde Naties
Resolutie 881 van de Veiligheidsraad van de Verenigde Naties werd unaniem aangenomen op 4 november 1993. Met deze resolutie werd toegestaan dat enkele waarnemers van de UNOMIG-waarnemingsmissie in Abchazië nog tot eind januari 1994 ter plaatse zouden blijven.

## Achtergrond
Op de golf van opkomend onafhankelijkheidsstreven van Georgië uit de Sovjet-Unie tegen het einde van de jaren 1980, streefde de Abchazische minderheid in de Abchazische autonome republiek de onafhankelijkheid na, uit angst de autonomie in Georgië te verliezen. Het leidde tot etnische spanningen met de Georgiërs, die in Abchazië de grootste bevolkingsgroep waren.
In 1992 kwam het tot een gewapend conflict, waarbij ook Rusland betrokken raakte, dat het voor de Abchaziërs opnam. Begin 1993 braken zware gevechten uit om de Abchazische hoofdstad Soechoemi. In de zomer van 1993 werd een staakt-het-vuren afgesproken en werd de UNOMIG-waarnemingsmissie opgericht. De val van Soechoemi in september 1993 leidde tot grootschalige etnische zuiveringen tegen de Georgische gemeenschap.

## Inhoud
De Veiligheidsraad:
- bevestigt de resoluties 849, 854, 858 en 876;
- bevestigt in het bijzonder resolutie 858 die de UNOMIG-waarnemingsmissie oprichtte;
- heeft het rapport van secretaris-generaal Boutros Boutros-Ghali over Abchazië in overweging genomen;
- is bezorgd dat het oorspronkelijke mandaat is overgenomen door de militaire ontwikkelingen;
- is bezorgd dat de situatie de vrede en stabiliteit in de regio bedreigt;

1. verwelkomt het rapport;
2. verwelkomt de inspanningen van de secretaris-generaals om samen met de OVSE en met hulp van Rusland een politieke regeling te bereiken en de partijen eind november 1993 samen te brengen in Genève;
3. herhaalt zijn eis dat de partijen zich onthouden van geweld en schendingen van het internationaal humanitair recht en kijkt uit naar het rapport van de onderzoeksmissie;
4. stemt in met de verdere aanwezigheid van UNOMIG in Georgië tot 31 januari 1994 met vijf militaire waarnemers en volgend tijdelijk mandaat:
a. contact houden met beide zijden en het Russische leger;
b. de situatie waarnemen;
5. besluit om UNOMIG niet te verlengen na 31 januari 1994 tenzij vooruitgang wordt gemaakt naar vrede of het vredesproces gebaat is met het mandaat;
6. vraagt de secretaris-generaal om de onmiddellijke inzet van bijkomend personeel te plannen;
7. besluit om op de hoogte te blijven.

## Verwante resoluties
- Resolutie 858 Veiligheidsraad Verenigde Naties
- Resolutie 876 Veiligheidsraad Verenigde Naties
- Resolutie 892 Veiligheidsraad Verenigde Naties
- Resolutie 896 Veiligheidsraad Verenigde Naties (1994)

Lijst ·  800 ·  801 ·  802 ·  803 ·  804 ·  805 ·  806 ·  807 ·  808 ·  809 ·  810 ·  811 ·  812 ·  813 ·  814 ·  815 ·  816 ·  817 ·  818 ·  819 ·  820 ·  821 ·  822 ·  823 ·  824 ·  825 ·  826 ·  827 ·  828 ·  829 ·  830 ·  831 ·  832 ·  833 ·  834 ·  835 ·  836 ·  837 ·  838 ·  839 ·  840 ·  841 ·  842 ·  843 ·  844 ·  845 ·  846 ·  847 ·  848 ·  849 ·  850 ·  851 ·  852 ·  853 ·  854 ·  855 ·  856 ·  857 ·  858 ·  859 ·  860 ·  861 ·  862 ·  863 ·  864 ·  865 ·  866 ·  867 ·  868 ·  869 ·  870 ·  871 ·  872 ·  873 ·  874 ·  875 ·  876 ·  877 ·  878 ·  879 ·  880 ·  881 ·  882 ·  883 ·  884 ·  885 ·  886 ·  887 ·  888 ·  889 ·  890 ·  891 ·  892